# Anton Mamaev
Anton Vjačeslavovič Mamaev (in russo Антон Вячеславович Мамаев?; Ekaterinburg, 24 maggio 1997) è uno snowboarder russo.

## Palmarès

### Universiadi
- 1 medaglia:
  - 1 oro (slopestyle a Krasnojarsk 2019)

### Coppa del Mondo
- Miglior piazzamento nella Coppa del Mondo generale di freestyle: 29º nel 2017
- Miglior piazzamento nella Coppa del Mondo di slopestyle: 46º nel 2016
- Miglior piazzamento nella Coppa del Mondo di big air: 6º nel 2017
- 1 podio:
  - 1 terzo posto